# Jodis putatoria
Jodis putatoria là một loài bướm đêm trong họ Geometridae.